# Estádio Krasnodar
O Krasnodar Stadium é um estádio de futebol em Krasnodar, na Rússia . Hospeda o FC Krasnodar da Premier League russa . Tem capacidade para 35.074 espectadores.
O estádio foi projetado por von Gerkan, Marg and Partners (gmp)  junto com o escritório de arquitetura SPEECH e construído pela Empreiteira Esta Construction. O projeto do interior do estádio foi desenvolvido pelo Maxim Rymar Architectural Studio.

## Galeria

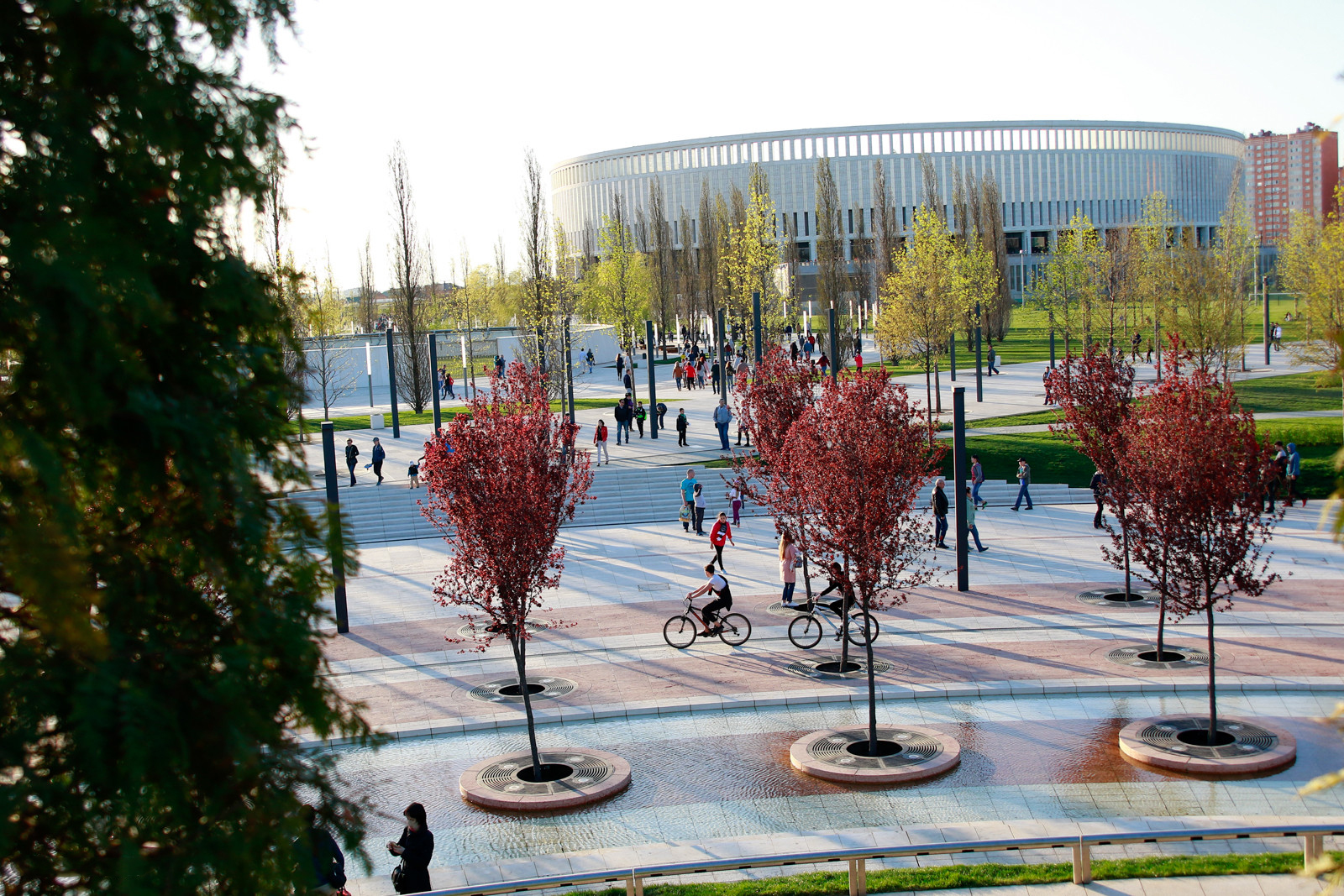
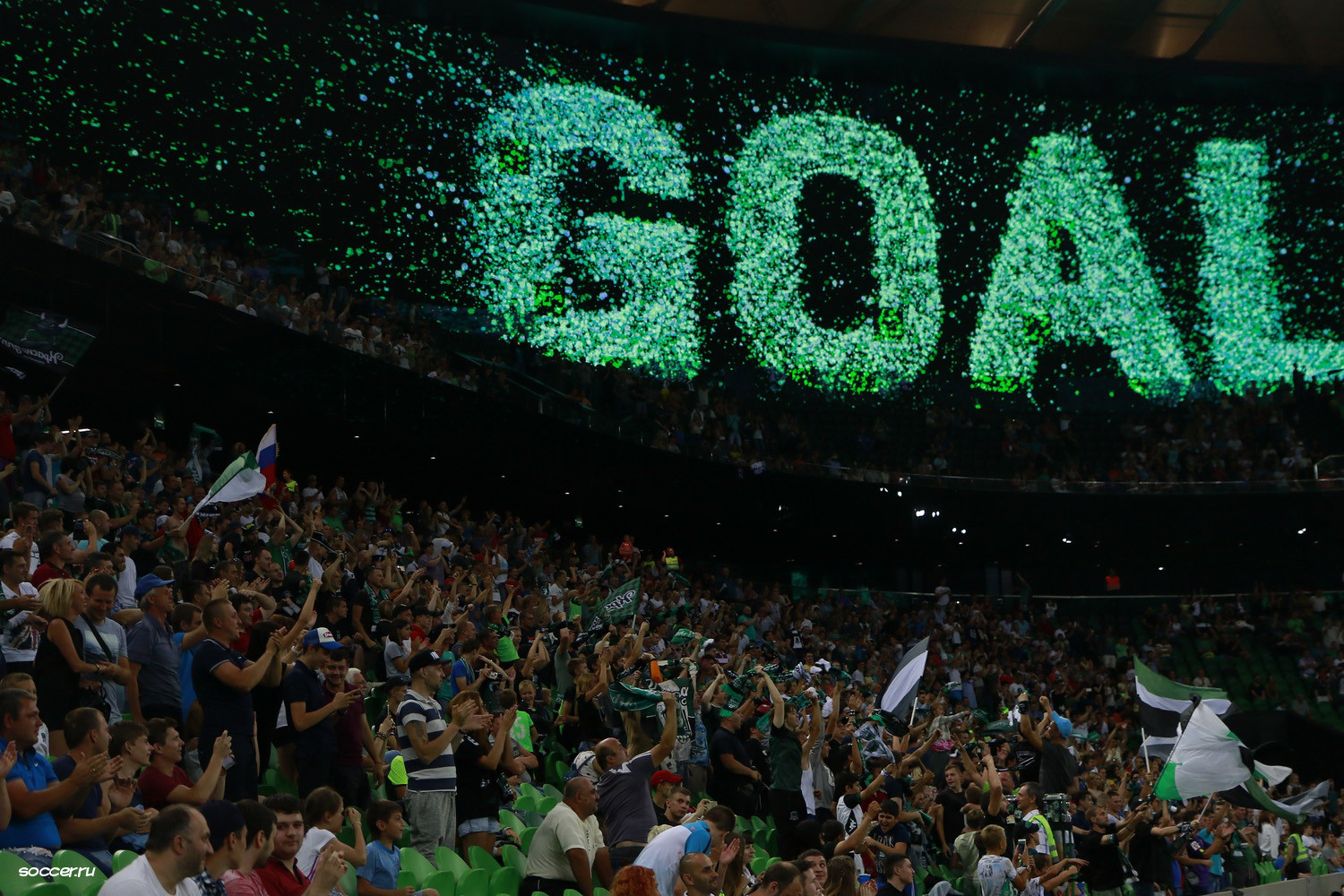
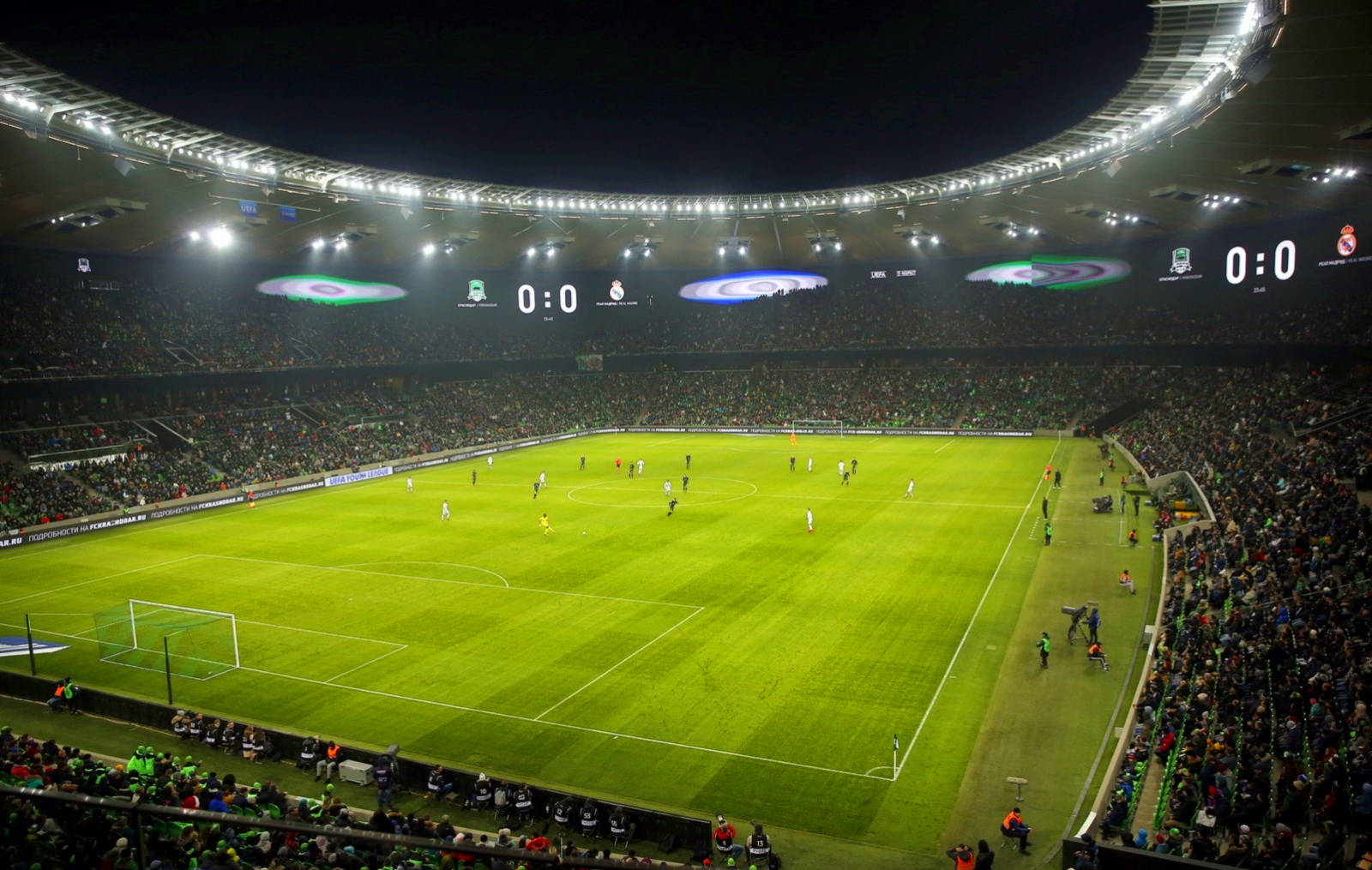